# Quatro Pistoleiros em Fúria
Quatro Pistoleiros em Fúria é um filme brasileiro de 1972.

## Sinopse
Enquanto Caviúna descansa à beira de uma lagoa, sua mulher, Patrícia, banha-se nas águas. O casal porém é surpreendido pelo bando de Sabaúna, que rapta a mulher e atira no marido. Após recuperar-se dos ferimentos, Caviúna sai à procura de Gringo, Duda e Zula - pai e irmãos de Patrícia, foragidos da Justiça - e lhes propõe liquidarem o bando. Num lugarejo chamado São Mateus, os vingadores tomam conhecimento do esconderijo de Sabaúna, e os planos para libertar Patrícia são traçados. Atraído a uma cilada, Sabaúna é liquidado. Inesperadamente Patrícia chega ao local, acompanhada pelo Tenente da volante, que é convencido a fechar os olhos para o caso em que se vêem envolvidos Gringo e seus filhos. Patrícia abraça Caviúna e os dois, felizes, olham para a fronteira por onde Gringo, Duda e Zula seguem viagem.

## Elenco[2]
| Elenco Original        | Elenco Original |
| Ator                   | Papel           |
| ---------------------- | --------------- |
| Tony Vieira            | Caviúna         |
| Marlene Rodrigues      | Madame Zula     |
| Edward Freund          | Gringo          |
| Astrogildo Filho       | Sabaúna         |
| Ana Rosa               | Bailarina       |
| Marina Campos          | Patrícia        |
| Heitor Gaiotti         | Duda            |
| Renato Restier         | Médico          |
| Iragildo Mariano       |                 |
| José Moreira           |                 |
| Paulo Villa            | Tenente         |
| Maribel Reis           |                 |
| Heitor Gaiotti         |                 |
| Mário Alimari          | Pé com Pano     |
| Teddy Alencar          |                 |
| Coriolano Rodrigo      |                 |
| José Lopes             |                 |
| Batatinha              |                 |
| Francisco Assis Soares |                 |